# 张云标
张云标（1895年—1965年），生于浙江省嵊县廿八都村，越剧男演员。1917年6月，到上海演出。从1931年至1950年，连续举办数个越剧科班。学生有张桂卿、商小云等。代表作品有《双金花》《三笑缘》《琵琶记》等。